# 202 Хрисеида
202 Хрисеида (енгл. 202 Chryseis) је астероид главног астероидног појаса. Приближан пречник астероида је 86,15 km,
а средња удаљеност астероида од Сунца износи 3,069 астрономских јединица (АЈ).
Инклинација (нагиб) орбите у односу на раван еклиптике је 8,853 степени, а орбитални период износи 1964,662 дана (5,378 година). Ексцентрицитет орбите астероида износи 0,100.
Апсолутна магнитуда астероида износи 7,42 а геометријски албедо 0,256.
Астероид је откривен 11. септембра 1879. године.